# 孟庆祥
孟庆祥（1939年3月—1998年5月5日），男，辽宁义县人，中华人民共和国政治人物，曾任中共黑龙江省委常委、组织部部长，黑龙江省人大常委会副主任。